# Berta vaga
Berta vaga är en fjärilsart som beskrevs av Walker 1861. Berta vaga ingår i släktet Berta och familjen mätare. Inga underarter finns listade i Catalogue of Life.